# Everything, Everything (phim)
Everything, Everything là một phim điện ảnh chính kịch lãng mạn của Mỹ năm 2017 do Stella Meghie đạo diễn và J. Mills Goodloe biên kịch, dựa trên cuốn tiểu thuyết cho thanh thiếu niên Nếu chỉ còn một ngày để sống phát hành năm 2015 của nhà văn Nicola Yoon về tình yêu của một cô gái thông minh và hay tò mò Maddy, người không thể ra khỏi ngôi nhà của mình do bị mắc một chức bệnh hiếm gặp, với một cậu trai hàng xóm tên là Olly. Phim có sự tham gia của Amandla Stenberg và Nick Robinson, và được công chiếu vào ngày 19 tháng 5 năm 2017 tại Mỹ bởi hãng Warner Bros. Pictures. Phim nhận được nhiều ý kiến trái chiều từ giới chuyên môn và đã thu về 61,6 triệu USD trên toàn thế giới.

## Nội dung
Một cô gái 17 tuổi tên là Madeline Whittier mắc một chứng bệnh hiếm gặp khiến cho cô ấy phải ở trong căn nhà được lọc không khí 24/7. Cả cuộc đời cô ấy về cơ bản chỉ có sách, mẹ cô ấy, và Carla, y tá của cô ấy. Một ngày, một chiếc xe tải tấp vào nhà hàng xóm. Cô ấy thấy Olly. Olly Bright là hàng xóm mới của Maddy. Họ làm quen nhau qua email. Họ càng quen nhau nhiều hơn, họ càng phải lòng nhau. Olly bắt đầu khiến cho Maddy nhận ra rằng cô ấy không thực sự đang sống. Điều này bắt nguồn cho những hành trình trong cuộc đời mới của Maddy.

## Diễn viên
- Amandla Stenberg vai Maddy Whittier
- Nick Robinson vai Olly Bright
- Anika Noni Rose vai Bác sĩ Pauline Whittier, mẹ của Maddy
- Ana de la Reguera vai Carla, y tá của Maddy
- Taylor Hickson vai Kara, em gái của Olly

## Sản xuất
Quá trình quay phim chính cho Everything, Everything được bắt đầu từ ngày 6 tháng 9 năm 2016 tại Vancouver, British Columbia.

### Nhạc phim
Nữ ca sĩ Skylar Stecker có thực hiện thu âm bài hát mang tên "How Did We" cho bộ phim. Amandla Stenberg cover lại bài hát "Let My Baby Stay" của Mac DeMarco. Bài hát "Stay" của hai nghệ sĩ Zedd và Alessia Cara cũng được sử dụng trong Everything, Everything. Album nhạc phim ngoài ra còn có sự xuất hiện của phiên bản "Escape (Acoustic)" do nữ nghệ sĩ Kehlani thể hiện.

## Phát hành
Everything, Everything ban đầu được lên lịch công chiếu vào ngày 18 tháng 8 năm 2017, tuy nhiên sau đó đã được đẩy lên công chiếu vào ngày 19 tháng 5 năm 2017 tại Mỹ bởi hai hãng Warner Bros. Pictures và Metro-Goldwyn-Mayer Pictures.

## Tiếp nhận

### Doanh thu phòng vé
Everything, Everything thu về 34,1 triệu USD tại thị trường Mỹ và Canada, và 27,5 triệu USD tại các thị trường ngoại địa, với tổng doanh thu đạt 61,6 triệu USD, so với mức kinh phí làm phim 10 triệu USD.
Tại thị trường Bắc Mỹ, Everything, Everything phim được phát hành cùng thời điểm với Quái vật không gian và Diary of a Wimpy Kid: The Long Haul, và được dự đoán sẽ thu về khoảng 10–12 triệu USD từ 2.801 phòng chiếu trong dịp cuối tuần đầu tiên ra mắt. Phim thu về 525.000 USD từ buổi chiếu sớm tối thứ Năm và 4,7 triệu USD trong ngày đầu tiên công chiếu. Phim kết thúc với con số mở màn 11,7 triệu USD cho ba ngày cuối tuần, xếp thứ ba trên bảng xếp hạng doanh thu phòng vé tuần.

### Đánh giá chuyên môn
Trên hệ thống tổng hợp kết quả đánh giá Rotten Tomatoes, phim nhận được 46% lượng đồng thuận dựa theo 98 bài đánh giá, với điểm trung bình là 5,3/10. Các chuyên gia của trang web nhất trí rằng, "Everything, Everything có thể làm rung động những tình cảm sâu lắng nhất trong lòng các thanh thiếu niên một cách vô cùng hiệu quả, nhưng cũng không đủ làm choáng ngợp những khán giả có khuynh hướng ít cường điệu hơn." Trên trang Metacritic, phần phim đạt số điểm 52 trên 100, dựa trên 26 hận xét, chủ yếu là những ý kiến hỗn tạp. Lượt bình chọn của khán giả trên trang thống kê CinemaScore cho phần phim điểm "A−" trên thang từ A+ đến F.